# بول هيد
بول هيد (بالإنجليزية: Paul Head) هو منافس ألعاب قوى بريطاني، ولد في 1 يوليو 1965.

## وصلات خارجية
- بول هيد على موقع الاتحاد الدولي لألعاب القوى (الإنجليزية)
- بول هيد على موقع أوليمبيديا (الإنجليزية)
- بول هيد على موقع اتحاد ألعاب الكومنولث (مؤرشف) (الإنجليزية)